# Forschungs-U-Boot

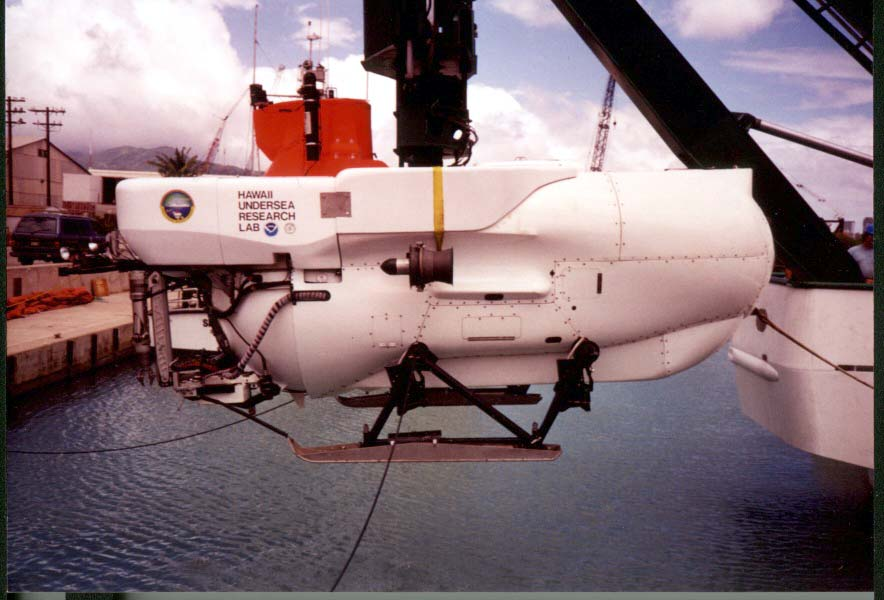
Das kanadische Forschungs-U-Boot Pisces IV wird von seinem Versorgungsschiff abgelassen

Als Forschungs-U-Boote werden spezielle U-Boote bezeichnet, die der systematischen Untersuchung der Meeresböden oder bestimmter Meeresströmungen dienen oder die mit archäologischem, biologischem oder geologischem Auftrag eingesetzt werden. Forschungs-U-Boote agieren auch als sogenannte Such-U-Boote (oftmals unbemannte Tauchroboter), die Objekte auf dem Meeresgrund aufspüren und untersuchen sollen wie beispielsweise das Wrack der Titanic oder Bismarck.
Forschungs-U-Boote zeichnen sich gegenüber militärischen U-Booten vor allem durch einige konstruktionsbedingte und technische Unterschiede aus. In der Regel sind sie kleiner gebaut, wodurch eine hohe Manövrierfähigkeit erreicht wird, und sie werden ausschließlich über einen Elektroantrieb mit Batterien betrieben. Sie sind langsamer, ermöglichen dafür aber der Besatzung in wesentlich größere Tiefen zu tauchen, wie zum Beispiel die Tiefsee-U-Boote der Deepflight-Serie, Trieste, Alvin, Deep Rover, Mir 1 und 2 und Deepsea Challenger. Darüber hinaus ist bei Forschungs-U-Booten die Betriebszeit und somit die Tauchzeit auf Grund der Abhängigkeit von den Batterien sowie den Sauerstoffreserven deutlich eingeschränkt. Eine Ausnahme hiervon bildete bis zu ihrer Außerdienststellung 2008 die nukleargetriebene NR-1 der United States Navy.

## Forschungs-U-Boote

### Australien
- Deepsea Challenger, 2012 Stapellauf

### Belgien
- FNRS-2, 1950 Außerdienststellung

### Volksrepublik China
- Fendouzhe, 2021 Indienststellung
- Jiaolong, 2010 Ersterprobung
- Osprey-Klasse, 1989 Indienststellung
- Shenhai Yongshi, 2016 Indienststellung
- Sea Pole-Klasse, 2009 Indienststellung (2 Einheiten)
- Rainbowfish-Klasse, 2013 bestellt (2 Einheiten)

### Deutschland
- Geo, 1988 durch Jago ersetzt
- Jago, von 1989 bis 2020 im Einsatz
- Mermaid, Typenserie
- Speleonaut, 1996 Ersterprobung
- Tours 64/DGK 300

### Frankreich
- Archimède, 1974 Außerdienststellung
- Cyana, 2003 Außerdienststellung
- FNRS-3, 1960 Außerdienststellung
- Nautile, 1984 Indienststellung
- SP-350, 1959 Stapellauf

### Indien
- Matsya 6000, 2021 bestellt

### Japan
- DSV Shinkai, 1976 außer Dienst gestellt
- DSV Shinkai 2000, 2002 außer Dienst gestellt
- DSV Shinkai 6500, 1989 in Dienst gestellt

### Russland
- Mir, Bauserie
- Konsul-Klasse, 1992 gebaut (2 Einheiten)

### Schweiz
- Auguste Piccard (PX-8), 1984 stillgelegt
- F. A. Forel, 2005 Außerdienststellung

### Vereinigte Staaten
- Aluminaut, 1979 Außerdienststellung
- Alvin (DSV-2), 1964 Indienststellung  (2 Schwesterschiffe)
- Ben Franklin (PX-15), 1970 mit Korallenriff kollidiert
- Deep Rover DR1002, 1994 Stapellauf
- Deep Star 4000, 1972 Außerdienststellung
- Johnson Sea Link, 1971 und 1975 gebaut
- Limiting Factor, in Fahrt
- NR-1, 2008 Außerdienststellung
- PISCES, Bauserie von 1965 bis 1976
- Trieste, 1966 Außerdienststellung (bis 1958 italienisch)
- Trieste II, 1980 Außerdienststellung
- X-1, 1973 Außerdienststellung